# Luka Magnotta
Luka Rocco Magnotta, właśc. Eric Clinton Kirk Newman (ur. 24 lipca 1982 w Scarborough) – kanadyjski morderca, sadysta, kanibal i nekrofil zwany Potworem z Montrealu, aktor filmów pornograficznych. W dniu 24 maja 2012 roku zamordował, rozczłonkował, zgwałcił i częściowo zjadł studenta miejscowego uniwersytetu, którego zaprosił do własnego mieszkania pod pozorem nakręcenia filmu pornograficznego. Zbrodnię nakręcił kamerą i wrzucił na jedną ze stron gore w internecie, szczątki ofiary wysłał do siedziby kilku kanadyjskich partii politycznych, po czym uciekł za granicę i został zatrzymany 4 czerwca 2012 w kafejce internetowej w Berlinie w Niemczech.

## Życiorys
Urodził się w mieście Scarborough w Ontario jako Eric Newman, posiadał też dwójkę młodszego rodzeństwa. Jego rodzice cierpieli na poważne zaburzenia psychiczne – matka miała różnorakie obsesje, a ojciec schizofrenię paranoidalną. Znajomi Newmana ze szkoły mówili o nim, że był mitomanem i wymyślał o sobie niestworzone historie, z których niemalże wszystkie były identyfikowane jako nieprawdziwe.
W wieku 17 lat u Newmana zdiagnozowano schizofrenię paranoidalną. Chłopak załamał się gdy się o tym dowiedział i, by odwrócić uwagę od choroby, zaczął się koncentrować na sławie i powodzeniu społecznym. W 2003 roku zaczął karierę aktora gejowskich filmów pornograficznych, striptizera i modela, a także osoby do towarzystwa.
W pewnym momencie przyszły morderca dostał prawdziwej obsesji na punkcie sławy – ponieważ kariera aktora porno i modela nie przysporzyła mu rozpoznawalności w internecie, wpadł na pomysł popełniania kontrowersyjnych rzeczy dla sławy. W 2006 roku zmienił imię na Luka Magnotta i tuż po tym zaczął m.in. tworzyć w internecie dziesiątki kont pod różnymi pseudonimami i tożsamościami gdzie roznosił plotki o tym, że był w związku z jedną z kanadyjskich seryjnych morderczyń, a także wyzywać innych użytkowników. Kontrowersyjne poczynania Magnotty sprawiły, że po raz pierwszy zainteresowały się nim media – udzielił wywiadu między innymi kanadyjskiemu Toronto Sun, na którym zaprzeczał własnym plotkom (wówczas nie było wiadomo, że plotki o nim rozpowiadał on sam, ponieważ posługiwał się wieloma tożsamościami) o związku z morderczynią, zadeklarował się też jako homoseksualista.

## Wcześniejsze znaki ostrzegawcze
Magnotta w latach 2010 i 2011 opublikował serię filmów na YouTube, na których znęca się nad kotami – jeden z nagranych filmów przedstawiał Magnottę, który umieszcza zwierzęta w plastikowym worku, z którego następnie wysysa powietrze odkurzaczem, zabijając oba koty. Gdy internauci odkryli ten film, zaczęli wulgarnie obrażać Magnottę, a także zawiązali grupę chcąc ustalić jego personalia i zgłosić na policję lub wymierzyć samosąd. W lutym 2011 roku służby zainteresowały się po raz pierwszy sadystycznym internautą, po otrzymaniu zgłoszeń na temat zawartości jego filmów od jednej z kanadyjskich organizacji na rzecz ochrony praw zwierząt. Organizacja powiadomiła też o sprawie zagraniczne centra na rzecz zwierząt, z powodu częstych wyjazdów zagranicznych sprawcy.
Magnotta był też podejrzewany o bycie seryjnym mordercą – już przed 2010 rokiem chwalił się w internecie, że współuczestniczył w niektórych seryjnych zabójstwach wspomnianej wcześniej morderczyni, ale później sam on to zdementował. Podejrzewano też, że mógł stać za zabójstwem i dekapitacją w Hollywood w stanie Kalifornia w styczniu 2012 roku, ale nigdy nie udało się tego potwierdzić.
Krótko po zatrzymaniu sprawcy pojawiły się niesprecyzowane pogłoski, że mógł on stać za serią niewyjaśnionych makabrycznych morderstw, do których regularnie dochodziło w okolicach Toronto od 2010 roku; nigdy nie udało się ustalić czy rzeczywiście popełnił je Magnotta czy też ktoś inny.

## Zabójstwo i poszukiwania
W grudniu 2011 roku Magnotta był w Londynie, gdzie udzielał wywiadu gazecie The Sun na temat jego kontrowersyjnych zachowań w mediach społecznościowych. Gdy wyjeżdżał z miasta, wysłał gazecie szokujący list, w którym napisał, że następnym razem zabije człowieka i nagra film do internetu. Napisał też, że jego zdaniem nigdy nie zostanie aresztowany i, że jest uzależniony od zabijania. Gazeta zaalarmowała służby, ale te zignorowały ostrzeżenie Magnotty. Sprawca uchodził wówczas za kontrowersyjnego prowokatora internetowego i nie brano wszystkich jego wypowiedzi na poważnie.
W maju 2012 roku wynajął mieszkanie w Montrealu. W dniu 24 maja napisał na jednym z portali ogłoszeniowych, że poszukuje mężczyzny w wieku od 18 do 35 lat, który chciałby zagrać w filmie pornograficznym. Wkrótce na ogłoszenie odpowiedział 33-letni student chińskiego pochodzenia Jun Lin. Obaj spotkali się ze sobą i poszli najpierw do restauracji, a później do wynajmowanego mieszkania Magnotty gdzie pili razem alkohol; w drinku Lina znajdował się jednak silny środek usypiający. Student zasnął, a wówczas Magnotta przywiązał go do łóżka, rozebrał, włączył kamerę i zaczął nagrywać film. Następnie zadał studentowi szereg ciosów ostrym szpikulcem do rozbijania kawałków lodu, rozczłonkował i popełnił akt nekrofilii na jego zwłokach. Popełnił też akt kanibalizmu, inne kawałki ciała studenta wyrzucił psu, którego jednak później także zadźgał. Kilka godzin później w internecie na kontrowersyjnym portalu z drastycznymi filmami, Bestgore, pojawiło się nagranie z zabójstwa, wrzucone tam przez Magnottę. Film nosił tytuł Jeden szaleniec – jeden szpikulec, co nawiązywało do jego zawartości i niesławnego filmu pornograficznego 2 Girls 1 Cup. W tym samym czasie, kilka godzin po zabójstwie, Magnotta pojechał na lotnisko i uciekł z kraju. W następnych dniach znajomi bestialsko zamordowanego studenta zgłosili jego zaginięcie. Zmasakrowane szczątki w koszu na śmieci przy apartamencie Magnotty znaleziono w dniu 30 maja. Dzień wcześniej, 29 maja, do siedziby kanadyjskiej Partii Konserwatywnej przyszła paczka oznaczona symbolem serca i wydzielająca nieprzyjemny zapach. Kilka godzin później otwarto ją i odkryto w niej odciętą lewą ludzką nogę. Inna paczka, wysłana do siedziby Partii Liberalnej, została przechwycona na poczcie tego samego dnia i odkryto w niej lewą ludzką rękę. Wnętrze apartamentu Magnotty całe było we krwi, a na lustrze wypisano krwią ofiary napis: Jeśli nie lubisz odbicia. Nie patrz w lustro. Nie obchodzi mnie to.. W czerwcu, już po zatrzymaniu poszukiwanego sprawcy, paczki z prawą ręką i nogą przyszły na adres szkół podstawowych w Vancouver.
W dniu 31 maja za mordercą wystawiono czerwoną notę Interpolu, a jego zdjęcie w kilka chwil zostało dziesiątki razy opublikowane w internecie na portalach śledczych i zakładkach oficjalnych stron rządowych o najbardziej poszukiwanych przestępcach. Był poszukiwany za podejrzenie o popełnienie 5 przestępstw: morderstwo pierwszego stopnia, zbezczeszczenie zwłok, opublikowanie obscenicznego materiału, wysyłanie listownie obscenicznego materiału, a także napastowanie kanadyjskiego premiera Stephena Harpera i innych członków parlamentu. Ustalono, że Magnotta prawdopodobnie przebywa we Francji i odleciał z Kanady posługując się jednym z wcześniejszych pseudonimów lub tożsamości. W Kanadzie i we Francji wybuchła panika moralna i psychoza strachu. Poszukiwania były prowadzone, poza Kanadą i Francją, także w wielu krajach europejskich. Ostatecznie Magnottę zatrzymano 4 czerwca w kafejce internetowej w Berlinie w Niemczech gdzie czytał artykuły w internecie o samym sobie. Przeprowadzono jego ekstradycję do Kanady gdzie postawiono mu zarzuty; podczas procesu zasłaniał się niepoczytalnością. W dniu 23 grudnia 2014 roku uznano go winnym wszystkich zarzutów i skazano na dożywocie z możliwością ubiegania się o zwolnienie warunkowe po 25 latach.

## Następstwa
Po zbrodni Magnotty w internecie zaczęto mocniej zwracać uwagę na przypadki publikowania niepokojących lub kontrowersyjnych materiałów, także przez znane osoby, w celu zapobiegnięcia podobnej zbrodni. Zwrócono też uwagę na problem publikowania filmików ze znęcania się nad zwierzętami i poruszano kwestię istnienia kontrowersyjnych stron pozwalających na umieszczanie treści tego rodzaju.
Przypadek Magnotty nie był pierwszym ani ostatnim tego rodzaju – wcześniej i później podobnych zbrodni (zapoznanie się w internecie i umówienie na spotkanie, które kończyło się morderstwem) dokonali między innymi Armin Meiwes czy Kajetan Poznański. W 2019 roku sieć Netflix udostępniła wyprodukowany przez nią 3-częściowy film dokumentalny o Magnottcie Odwal się od kotów: Polowanie na internetowego mordercę; film wzbudził kontrowersje wśród użytkowników tej platformy.
W dniu 24 maja 2022 roku, na 10. rocznicę zbrodni Magnotty, w szkole w Uvalde w Teksasie zafascynowany jego przypadkiem 18-letni Salvador Ramos zastrzelił 21 osób, w tym 19 dzieci, po czym zginął w strzelaninie ze służbami; Ramos w miesiącach przed atakiem pisał, że chciałby być tak samo sławny jak Magnotta.